# De studerandes dag
De studerandes dag är en temadag och högtid som firas i flera länder den 17 november. Framförallt är det en dag för stödja intellektuell frihet och skolväsendets oberoende. I vissa länder firas dagen även på andra datum. Dagen kallas även för Internationella studentdagen.

## Ursprung
Dagen har sitt ursprung i Andra världskriget och firades ursprungligen till åminnelse av de 9 studenter och professorer som mördades av nazisterna 17 november 1939 i det då okuperade Prag. Ytterligare över 1200 studenter skickades till koncentrationsläger. Karlsuniversitetet i Prag var en av de sista platser som fram till dess hade öppet visat opposition mot ockupationen av det som nu är Tjeckien. Samtliga universitet och högskolor i landet stängdes efter detta av nazisterna. Minnesdagen kungjordes officiellt i London 1941 och antogs av en rad länder internationellt.